# 아이패드 프로
아이패드 프로(iPad Pro) 계열은 애플이 설계, 개발, 마케팅한 아이패드 태블릿 컴퓨터 계열이다. 2015년 11월 처음 공개되었다. iOS와 iPadOS 모바일 운영 체제를 구동한다. 현재 세대는 2개의 화면 크기로 판매되고 있으며(11인치-28cm, 12.9인치-33cm) 내장 스토리지 용량은 각 기종별로 다르다.

## 역사

### 1세대
12.9인치 버전의 첫 번째 아이패드 프로는 2015년 9월 9일 발표되었으며 2015년 11월 11일 출시되었다. 이전에 출시된 모든 아이패드 모델보다 크기가 더 크며 LPDDR4 램을 장착한 최초의 아이패드 태블릿이다. iOS 9가 기본 포함되어 있으며 12.9인치 태블릿 다음으로 더 작은 크기의 9.7인치 버전이 2016년 3월 21일 발표되었으며 같은 해 3월 31일 출시되었다.

### 2세대
2017년 6월 5일, 2세대 아이패드 프로가 발표되었으며 A10X 퓨전 프로세서를 장착하고 64GB와 512GB 스토리지 옵션이 제공된다. 업그레이드된 디스플레이에는 10.5인치 버전을 포함하고 있어 기존의 9.7인치 모델을 대체하며 리프레시판은 12.9인치 버전이 자리잡게 된다. 이 발표 이후 1세대 아이패드 두 모델 모두 판매가 중단되었다.

### 3세대
아이패드 프로 3세대는 2018년 10월 30일 발표되었으며 두 가지 화면 크기로 판매되었다: 11-인치 (28 cm)와 12.9-인치 (33 cm). 이것들은 풀 스크린 디스플레이를 갖추고 있으며 11인치 모델은 이전 세대의 10.5인치 모델을 대체한다. 최대 1TB의 스토리지, 그리고 최상단 베젤에 위치한 센서 배열을 이용하는 페이스 ID를 제공하며 페이스 ID를 제공하는 아이폰과는 달리 어떠한 방향으로든 아이패드의 잠금을 해제할 수 있다. 터치 ID가 없기 때문에 이 장치들은 전면에 물리 버튼이 없는 최초의 아이패드가 된다. 2020년 초에 트랙패드를 갖춘 매직 키보드를 지원한다.

### 4세대
아이패드 프로 4세대는 2020년 3월 18일 발표되었으며 이전 세대와 화면 크기는 동일하다. 다시 설계된 카메라 모듈, A12Z 프로세서, 최소 128GB 스토리지, Wi-Fi 6, 별도 판매되는 트랙패드 포함 매직 키보드 지원을 제공한다.

### 5세대
아이패드 프로 5세대는 2021년 4월 20일에 발표되었으며, 디자인과 디스플레이는 크게 다르지 않았지만, 미니 LED를 최초로 탑재해 2500여개의 로컬 디밍 존을 갖춘 Liquid Retina XDR 디스플레이를 탑재해 공개하였다. 이전 세대보다 램 용량이 확장되었다. 또한 맥에 들어가는 애플 M1 칩이 탑재되었고, 썬더볼트3 및 5G 통신기술도 탑재하였다.

### 6세대
6세대 아이패드 프로는 2022년 10월 18일 아이패드 (10세대)와 함께 발표되었다. 그들은 이전 3세대와 같은 디자인을 사용한다. 애플 M2 칩, 애플 펜슬 호버(디스플레이가 애플 펜슬을 최대 12mm 이상 감지할 수 있는 기능), 프로레스(ProRes) 비디오를 포함한다.

## 액세서리

### 썬더볼트 3 액세서리와 그 액세서리의 장점
썬더볼트 3 USB허브를 사용해 HDMI 케이블로 4K 모니터에 연결하면 4K 해상도의 화면 송출이 가능하다. 이 밖에도 썬더볼트 3을 지원하는 외장 메모리를 사용하면 파일을 아이패드에서 외장메모리로 옮길 때와, 외장메모리에서 아이패드로 옮길 때 속도가 매우 빠르다는 등의 장점도 있다.

## 같이 보기
- 펜 컴퓨팅
- 그래픽 태블릿
- 아이패드 에어
- 아이패드